# Baker (Nevada)
Pour les articles homonymes, voir Baker.
Baker est une localité américaine dans le comté de White Pine, dans le Nevada. Cette census-designated place sert de point d'accès au parc national du Grand Bassin, situé plus à l'ouest, et elle abrite d'ailleurs un office de tourisme du National Park Service qui lui est dédié. On y trouve également la Baker Ranger Station, une station de rangers inscrite au Registre national des lieux historiques depuis le 17 octobre 1995.